# Sorosite
La sorosite è un minerale, appartenente al gruppo della niccolite, scoperto nei depositi auriferi nei pressi del fiume Baimka nella penisola di Chukot, una regione dell'est della Russia. La scoperta è stata dedicata a George Soros, un importante finanziere americano, come riconoscimento del supporto dato alla ricerca.

## Giacitura
Giacimenti auriferi.

## Forma in cui si presenta in natura
Si presenta in piccole particelle disperse di cristalli